# Ur-Ningirsu
Ur-Ningirsu (sumersko 𒌨𒀭𒎏𒄈𒍪, Ur-D-nin-gir-suu) včasih tudi Ur-Ningirsu II., je bil sumerski  vladar (ensi) mestne države Lagaš v južni Mezopotamiji. Vladal je okoli leta 2110 pr. n. št. Bil je sin svojega predhodnika Gudee.

## Ur-Ningirsujev kip
Ur-Ningirsujev kip, posvečen bogu Ningišzidi (sumersko 𒀭𒎏𒄑𒍣, DNin-ḡiš-zi-daa), si delita Metropolitanski muzej umetnosti v New Yorku in Musée du Louvre, ker ima prvi od njuju glavo, drugi pa telo kipa. Na hrbtni strani kipa je napis, ki se glasi:
"Za Ningišido, njegovega (osebnega) boga, Ur-Ningirsu, vladar Lagaša, sin Gudee, vladarja Lagaša, ki je zgradil Ningirsujev Eninnu ˙(in) oblikoval svoj (osebni) kip. Jaz sem eden od ljubljencev svojega (osebnega) boga; naj bo moje življenje dolgo -  (tako je) imenoval ta kip zaradi njega (Ningirsuja) in mu ga prinesel v njegovo hišo"
— Napis na Ur-Ningirsujevem kipu;  AO 9504, Muzej Louvre, Pariz
- Ur-Ningirsujev portret,  Muzej Louvre
- Napis na hrbtni strani kipa
- Napis "Ur-Ningirsu Ensi Lagaški" - "Ur-Ningirsu, guverner Lagaša", napis na njegovem kipu
- Prinašalci davka (podstavek kipa)
- Prinačalci davka (desna sten kipa)

## Drugi predmeti in napisi
V več templjih so odkrili Ur-Ningirsujeve ustanovitvene stožce (kline).
- Lupina polža z  Ur-Ningirsujevim imenom,  Muzej Louvre
- Kursarikku, povezan z bogom sonca  Šamašem; napis, posvečen "Ur-Ningirsuju, ensiju Lagaša",  omenja boginjo Nanše,  Metropolitanski muzej umetnosti, 1996.353[6]
- Glava votivnega kija z Ur-Ningirsujevim imenom; Tell Teloha, Irak, zdaj Britanski muzej, BM 86917[7]
- Ur-Ningirsujev kip z napisom "Za Ningišzido, njegovega (osebnega) boga, Ur-Ningirsu, vladar Lagaša, sin Gudee, vladarja Lagaša... (odlomljeno)"

## Vira
- Dijk-Coombes, Renate Marian van. Portrait of a Ruler: The Portrayal of Ur-Ningirsu in Statuary and Inscriptions (v angleščini). str. 358–381.
- »Ur-Ningirsu in the Metropolitan Museum of Art«. www.metmuseum.org.

| Ur-Ningirsu Rojen: neznano Umrl: neznano |                                   |                   |
| Vladarski nazivi                         |                                   |                   |
| Predhodnik: Gudea                        | Ensi Lagaša okoli 2110 pr. n. št. | Naslednik: Ur-gar |